# Muchomor żółtopomarańczowy
Muchomor żółtopomarańczowy (Amanita contui Bon & Courtec.) – gatunek grzybów należący do rodziny muchomorowatych (Amanitaceae).

## Systematyka i nazewnictwo
Pozycja w klasyfikacji według Index Fungorum: Amanita, Amanitaceae, Agaricales, Agaricomycetidae, Agaricomycetes, Agaricomycotina, Basidiomycota, Fungi.
Po raz pierwszy opisali go w 1989 r. Marcel Bon i Régis Courtecuisse. Wcześniej uznawany był za odmianę muchomora szarawego (Amanita vaginata var. flavescens). Niektóre synonimy:
- Amanita flavescens (E.-J. Gilbert) Contu 1988
- Amanita vaginata var. flavescens (E.-J. Gilbert) E.-J. Gilbert & S. Lundell 1941
- Amanitopsis vaginata var. flavescens E.-J. Gilbert 1940

Władysław Wojewoda w 2003 r. nadał mu polską nazwę muchomor szarawy, odmiana żółtawa. Ponieważ odmiana ta podniesiona została do rangi gatunku, w 2021 r. Komisja ds Polskiego Nazewnictwa Grzybów przy Polskim Towarzystwie Mykologicznym zarekomendowała nazwę muchomor żółtopomarańczowy.

## Morfologia
Kapelusz
Średnica 4–10 cm. Powierzchnia płowożółta do jasno beżowopomarańczowokremowej, ciemniejsza w środku, młode okazy mogą być słabo wybarwione. Miąższ wykazuje tendencję do przebarwiania się na ochrowo. Brzeg stopniowo promieniście prążkowany 20 do 70% promienia kapelusza (chociaż większość znajduje się w pobliżu krótszego krańca). Osłony brak, lub ma postać białych łat.
Blaszki
Dość gęste, białe do blado pomarańczowokremowych w widoku z boku. Blaszeczki ścięte do zaokrąglonych ściętych, o różnej długości i nierównomiernie rozmieszczone.
Trzon
Wysokość 7–12 cm, grubość do 1 cm, walcowaty, górą nieco cieńszy, bez pierścienia. Powierzchnia gładka, białawy do żółtawej. Pochwa błoniasta, biała i przylegająca do podstawy trzonu.
Cechy mikroskopowe
Zarodniki (8,4-) 89,0 – 12,6 (-17,6) × (7,4-) 8,0 – 10,6 (-14,1) µm, kuliste, prawie kuliste, szerokoelipsoidalne, elipsoidalne (rzadko), w odczynniku Melzera nieamyloidalne. U nasady podstawek brak sprzążek.
Gatunki podobne
Najbardziej podobny jest muchomor żółtawy (Amanita crocea).

## Występowanie i siedlisko
Najwięcej stanowisk podano w Europie, poza nią nieliczne we wschodniej części Ameryki Północnej i wschodnich krańcach Azji. W Polsce podano jedno stanowisko w 1967 r. w Puszczy Białowieskiej pod nazwą muchomor szarawy, odmiana żółtawa.
Naziemny grzyb mykoryzowy. Występuje w lasach, zwłaszcza pod dębami i kasztanowcami.

## Znaczenie
W stanie surowym jest trujący, zawiera bowiem hemolizyny. Po ugotowaniu jest jadalny, ale mało smaczny.